# 施滕贝格
施滕贝格（德語：Sternberg，發音：[ˈʃtɛʁnbɛʁk] ⓘ）是德国梅克伦堡-前波美拉尼亚州路德维希斯卢斯特-帕尔希姆县的城市，面积67.7平方千米，2023年12月31日人口为3,943人。